# Xyris hilariana
Xyris hilariana är en gräsväxtart som beskrevs av Gustaf Oskar Andersson Malme. Xyris hilariana ingår i släktet Xyris och familjen Xyridaceae. Inga underarter finns listade i Catalogue of Life.